# Liboke
El liboke (del lingala; pl. maboke) es un plato y una forma de preparar alimentos en la cuenca del Congo (R. y R.D.) que consiste en «empaquetar» la comida en hojas de plátano. Se cocina en un horno o directamente en una rejilla colocada sobre una chimenea. Los más populares son el liboke ya mbisi (de pescado), liboke ya ngulu (de cerdo) y liboke ya pondu (vegetal). Todos suelen contener tomate y cebolla.